# Glasdachfabrik Eberspächer

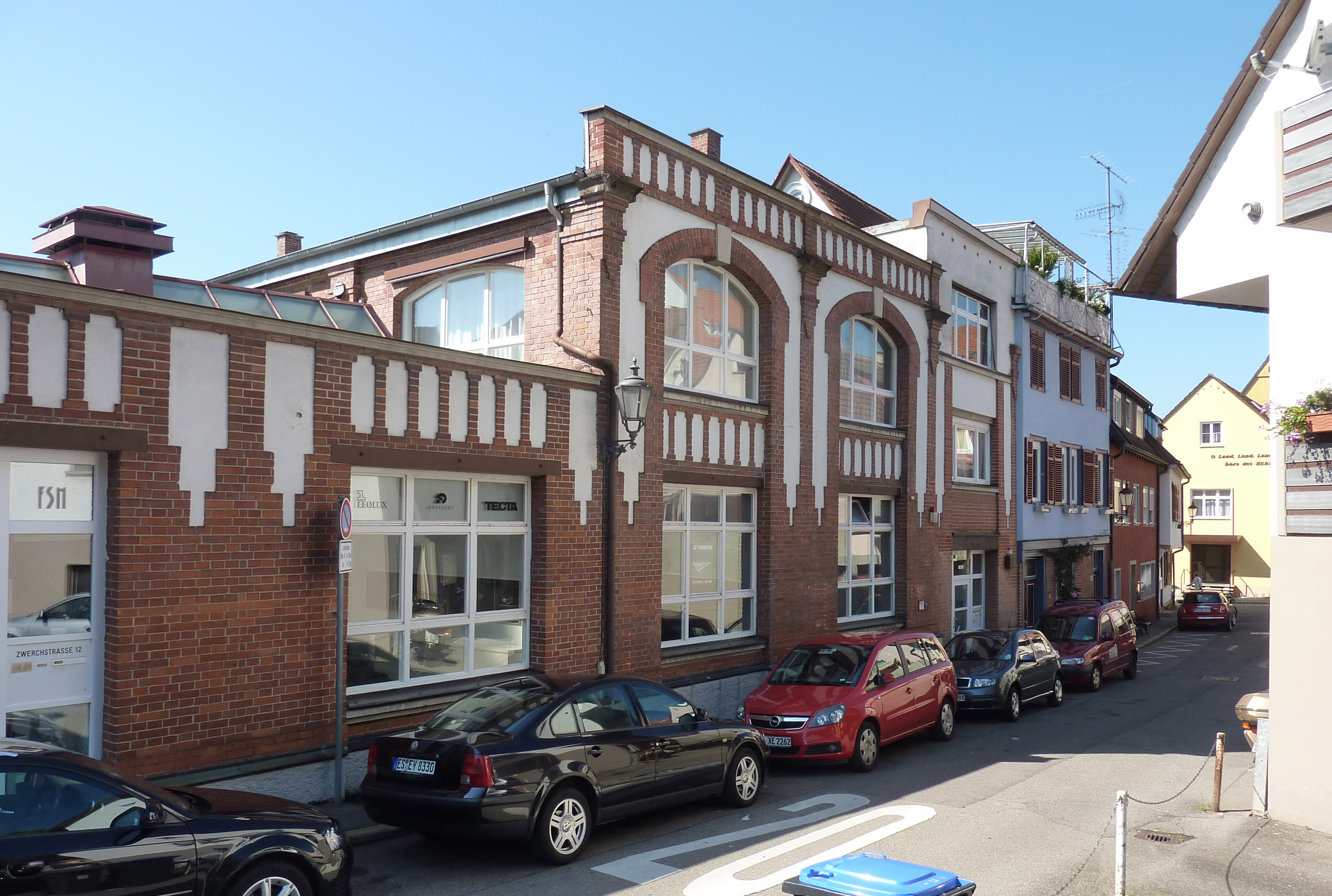
Blick von der Zwerchstraße

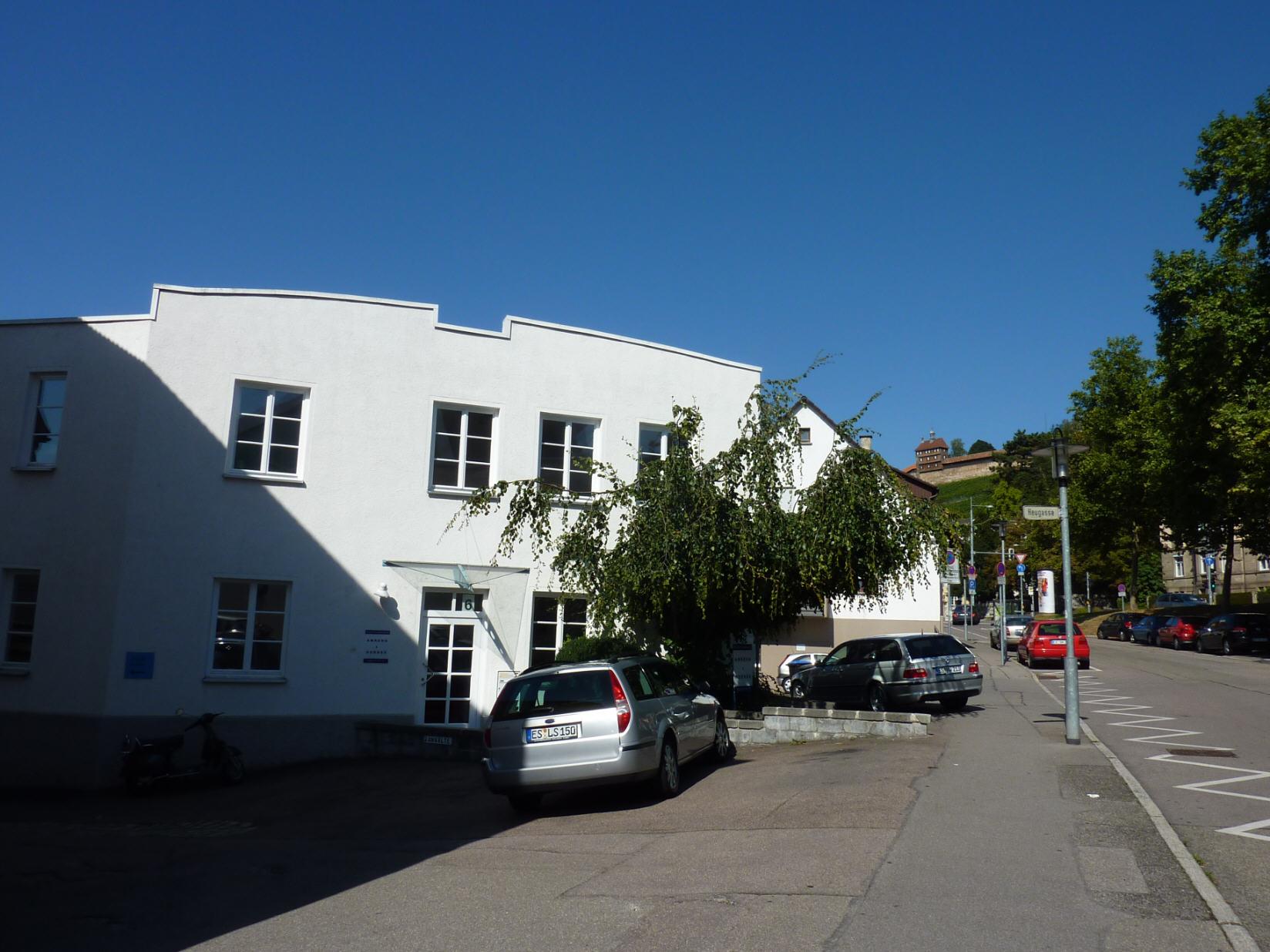
Blick von der Hauffstraße

Das Gebäude mit den Postadressen Hauffstraße 6, Heugasse 33 und Zwerchstraße 12 in Esslingen am Neckar ist das erste eigenständige Gebäude der Glasdachfabrik Eberspächer.

## Beschreibung
Das Fabrikgebäude für Eberspächer wurde von Hermann Falch entworfen und in mehreren Bauphasen nordöstlich der Esslinger Altstadt errichtet. Die zweigeschossige Werkhalle wurde im Jahr 1900 erbaut. Ihre Fassade weist Sichtziegelmauerwerk und eingetiefte Putzfelder auf. Bis 1910 wurde das Bauwerk nach Osten erweitert. Als Spezialist für kittlose Verglasungen ließ Eberspächer die Dachlandschaft des Baus entsprechend gestalten und mehrere Glasdachoberlichter einsetzen. Der westliche Gebäudeteil wurde in den Jahren 1910 bis 1924 angebaut. Er enthielt Wohn- und Büroräume auf drei Geschossen. Im zweiten Obergeschoss sind Jugendstilfenster vorhanden. Das Bauwerk wird inzwischen für Büros, Geschäfte und Ateliers genutzt.

## Firmengeschichte

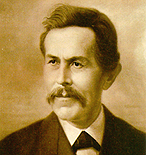
Jakob Eberspächer

Der Flaschnermeister Jakob Eberspächer (1840–1899) hatte am 9. Juli 1865 in der Esslinger Webergasse seinen Betrieb gegründet, der sich bald auf metallgefasste Dachverglasungen spezialisierte. Vom Sheddach ausgehend, wurden zahlreiche Fenster- und Verglasungsformen entwickelt. Um 1900 wurden die ersten Maschinen mit elektrischem Antrieb verwendet; Eberspächer hatte zu diesem Zeitpunkt rund 80 Mitarbeiter. Schon 1913 oder 1914 zog man auf das neue Werks- und Verwaltungsgelände am Bahnhof Oberesslingen um. Die erste ausländische Niederlassung wurde 1913 in Wien gegründet. 1925 war die Zahl der Mitarbeiter auf 350 gestiegen und Eberspächer lieferte europaweit Glasdächer für Bahnhöfe, Fabrikhallen und Hangars. 1928 wurden Niederlassungen in Tschechien, Polen und Italien eröffnet. Aus dem Jahr 1929 stammt die Verglasung des Mailänder Bahnhofes.
Ab 1931 wurden auch Schalldämpfer und ab 1933 Fahrzeugheizungen für Automobile bei Eberspächer entwickelt und produziert. Dieser Teil des Unternehmens wurde 1939 bis 1945 in die Rüstungsproduktion integriert; unter anderem wurden bei Eberspächer Flugzeugmotorenteile gebaut. 1960 wurde die Metallwarenfabrik Neunkirchen übernommen. 1965 erfolgte eine Dreigliederung es Unternehmens in die Bereiche Hochbau, Schalldämpfer und Heizungen. 1973 wurde in Kanada Espar Products gegründet, 1977 eine Niederlassung in Großbritannien. Ab den 1980er Jahren wurden weitere Produktionswerke in zahlreichen Ländern eingerichtet; Eberspächer war im Jahr 2011 auf vier Kontinenten und in 26 Ländern präsent.
Da die Bereiche Schalldämpfer und Heizungen sich stärker entwickelt hatten als die Abteilung Hochbau, wurde 2003 der Baubereich von Eberspächer in die Eberspächer Glasbau GmbH & Co. KG (EGLA) ausgegliedert. Diese war eine 100%ige Tochter von J. Eberspächer. 2004 zog sie nach Köngen um. Im Zuge von Management-Buy-Out übernahmen im Jahr 2006 leitende Mitarbeiter 74 % der Anteile. Die restlichen 26 % blieben bei J. Eberspächer. Der Verkauf der verbliebenen 26 % Anteile an EGLA erfolgte am 8. April 2009.
Bedachungen und andere Glaselemente von Eberspächer finden sich etwa am Verwaltungsgebäude der Hochtief in Frankfurt, auf der City-Galerie in Aschaffenburg, der Dreispitzpassage in Berlin, am Betriebsgebäude der EnBW in Altbach, an der Polizeidirektion in Erlangen, dem Verwaltungsgebäude der Deutschen Telekom in Frankfurt, dem Garbsener Rathaus, dem Berliner Johnson-Haus, dem Hochregallager von Villeroy & Boch in Merzig, dem Porsche-Zentrum in Mannheim, dem Düsseldorfer Hauptbahnhof, dem Flughafen München, dem Motorenwerk Daimler-Chrysler in Stuttgart und zahlreichen anderen Bauten.